# Lineodes contortalis
Lineodes contortalis là một loài bướm đêm trong họ Crambidae.